# Italiaans zandkroeskopje
Het Italiaans zandkroeskopje (Infurcitinea teriolella) is een vlinder uit de familie echte motten (Tineidae). De wetenschappelijke naam is voor het eerst geldig gepubliceerd in 1954 door Amsel.
De soort komt voor in Europa.